# With Love, Chér
«With Love, Chér» — четвертий студійний альбом американської співачки і акторки Шер, що вийшов у листопаді 1967 року на лейблі «Imperial Records». Альбом мав комерційний успіх, він досяг 47 позиції в чарті «Billboard».

## Про альбом
«With Love, Chér» випустили в 1967 році лейбли «Liberty Records» і «Imperial Records», продюсером альбому став Сонні Боно. Цей альбом також, як і попередні, був створений за вже відомою формулою: він містив кавер-версії відомих пісень і кілька нових, написаних Боно для Шер. Попри те, що критики відзначили чистий і сильний вокал Шер у цьому альбомі, продажу його були не такими високими, як у перших трьох платівок. В альбомі представлені кавер-версії пісень «The Time's They Are A-Changin», «Hey Joe» і «I Will Wait for You» (саундтрек до фільму «Шербурзькі парасольки»). 2005 року альбом перевидали на CD разом з попередньою платівкою Шер — «Chér».

## Сингли
На підтримку альбому вийшло 4 сингли. Перший — «Behind the Door» вийшов ще у вересні 1966 року, майже за рік до релізу альбому. Сингл не мав успіху, досягнувши лише 97 позиції в «Billboard Hot 100» і 74 позиції в канадському чарті. В грудні 1966 року вийшов другий сингл — «Mama (When My Dollies Have Babies)», пісня написана Сонні Боно. Цей сингл також зазнав невдачі, навіть не потрапивши у «топ-100» чарту США, він посів 24 позицію в чарті «Bubbling Under Hot 100 Singles» (що еквівалентно 124 позиції в «Billboard Hot 100») і 45 позицію в канадському чарті. Одночасно Шер записала пісні «Bambini Miei Cari (Sedetevi Attorno)» і «Mama» — італомовні версії пісень «You Better Sit Down Kids» і «Mama (When My Dollies Have Babies)». Остання стала міжнародним хітом і переспівувалася багатьма європейськими мовами, у тому числі французькою та італійською (Даліда), хорватською (Арсен Дедіч) і фінською (під назвою «Tahdon (Kuunnella neuvoja äidin)»). В СРСР російськомовний варіант тексту склав Олександр Дмоховський, під назвою «Мама», цю пісню виконували Муслім Магомаєв і Лариса Мондрус. Оркестрова версія Поля Моріа пізніше стала заставкою радянської телепередачі «Від усієї душі», яку з 1972 року протягом 15 років вела Валентина Леонтьєва.
У січні 1967 року вийшов сингл «Hey Joe», кавер-версія хіта гурту «The Leaves». Сингл так само, як і попередні, провалився, в чарті «Billboard Hot 100» він досяг максимальної 94 позиції. У березні 1967 року вийшов останній великий хіт Шер 1960-х років — «You Better Sit Down Kids», пісня присвячена темі розлучення, була дещо забороненою на той час, внаслідок цього вона багато обговорювалася ЗМІ. Пісня спочатку планувалася для виконання чоловіком, проте Шер заспівала її з точки зору протилежної статі. Сингл мав великий успіх, досягнувши 9 позиції в «Billboard Hot 100», ставши другим «топ-10» синглом Шер цього десятиліття. Разом з хітом дуету «Sonny & Cher» — «The Beat Goes on», пісня стала для Шер тимчасовим поверненням до американських чартів. Ні вона, ні дует більше не досягали цих висот аж до 1971 року. У 1973-му році під час останнього туру «Sonny & Cher» Сонні Боно виконав пісню сольно.

## Список композицій
| Перша сторона | Перша сторона                        | Перша сторона  | Перша сторона |
| #             | Назва                                | Автор          | Тривалість    |
| ------------- | ------------------------------------ | -------------- | ------------- |
| 1.            | «You Better Sit Down Kids»           | Сонні Боно     | 3:47          |
| 2.            | «But I Can't Love You More»          | Боно           | 3:40          |
| 3.            | «Hey Joe»                            | Біллі Робертс  | 3:28          |
| 4.            | «Mama (When My Dollies Have Babies)» | Боно           | 3:28          |
| 5.            | «Behind the Door»                    | Грехем Голдмен | 3:42          |

| Друга сторона | Друга сторона                   | Друга сторона                         | Друга сторона |
| #             | Назва                           | Автор                                 | Тривалість    |
| ------------- | ------------------------------- | ------------------------------------- | ------------- |
| 1.            | «Sing for Your Supper»          | Лоренц Харт Річард Роджерс            | 2:36          |
| 2.            | «Look at Me»                    | Кейт Еллісон                          | 3:14          |
| 3.            | «There but for Fortune»         | Філ Окс                               | 3:28          |
| 4.            | «I Will Wait for You»           | Норман Джимбел Жак Демі Мішель Легран | 3:17          |
| 5.            | «The Times They Are a-Changin'» | Боб Ділан                             | 3:10          |

## Учасники запису
- Шер — головний вокал

Виробництво
- Сонні Боно — продюсер звукозапису
- Стен Росс — звукоінженер

Дизайн
- Сонні Боно — фотографія
- Вуді Вудворд — артдиректор

## Чарти
| Чарт (1968)       | Позиція |
| ----------------- | ------- |
| США Billboard 200 | 47      |